# Ryan Ramczyk
Ryan Ramczyk (* 22. April 1994 in Stevens Point, Wisconsin) ist ein ehemaliger US-amerikanischer American-Football-Spieler in der National Football League (NFL). Er spielte für die New Orleans Saints als Offensive Tackle.

## College
Ramczyk schrieb sich zunächst an der Winona State University ein, wechselte aber schon kurz darauf für ein Semester an das Madison Area Technical College, besuchte ein weiteres Semester lang das Mid-State Technical College, um schließlich an der University of Wisconsin–Stevens Point zu studieren. Für die dortige Mannschaft, die Pointers, ein Team der Division III, also nur der dritthöchsten Spielklasse, spielte er zwei Spielzeiten lang College Football, wobei er in jeder Partie zum Einsatz kam und im zweiten Jahr sowohl einer der Mannschaftskapitäne war als auch als MVP ausgezeichnet wurde. Danach wechselte er an die University of Wisconsin–Madison und, nachdem er wegen der restriktiven Transferbestimmungen der NCAA ein Jahr lang pausierte, absolvierte noch eine Saison für deren Team, die Badgers. Auch hier lief er in jedem Spiel auf.

## NFL
Beim NFL Draft 2017 wurde er von den New Orleans Saints in der ersten Runde als insgesamt 32. Spieler ausgewählt, und zwar mit jenem Pick, den die New England Patriots den Saints im Zuge des Transfers von Brandin Cooks abgetreten hatten. Ramczyk konnte sich als Profi sofort durchsetzen. So wurde er in seiner Rookie-Saison nicht nur in allen Spielen als Starting Left Tackle eingesetzt, er war bei jedem einzelnen der 1037 Spielzüge, die die Offense in der Regular Season absolvierte, auf dem Feld. Auch in den folgenden beiden Spielzeiten blieb er eine Stütze der Offensive Line und kam bei 95 % bzw. 99 % aller Snaps zum Einsatz.
Ab 2021 hatte Ramczyk vermehrt mit Verletzungen zu kämpfen, so verpasste er sieben Spiele wegen einer Knieverletzung, auch 2023 musste er deswegen die letzten vier Partien aussetzen. In der Saison 2024 spielte er verletzungsbedingt nicht. Im April 2025 gab Ramczyk sein Karriereende bekannt. Er bestritt 101 Spiele in der Regular Season für New Orleans.